# Conway (New Hampshire)
Conway is een plaats (town) in de Amerikaanse staat New Hampshire, en valt bestuurlijk gezien onder Carroll County.

## Demografie
Bij de volkstelling in 2000 werd het aantal inwoners vastgesteld op 8604.

## Geografie
Volgens het United States Census Bureau beslaat de plaats een oppervlakte van 185,7 km², waarvan 180,4 km² land en 5,3 km² water. Conway ligt op ongeveer 140 m boven zeeniveau.

## Plaatsen in de nabije omgeving
De onderstaande figuur toont nabijgelegen plaatsen in een straal van 44 km rond Conway.